# 瞎征
瞎征（？—1102年6月2日），又作邦彪篯，唃厮啰国第四代赞普。阿里骨的儿子。
宋神宗元祐年间，历任鄯州防御使、庭州团练使。宋哲宗绍圣三年（1096年）十月，其父阿里骨去世，他即位。次年正月，获宋朝正式册封。袭父职为河西军节度使。为人嗜杀，执政初期，部族内讧，听信臣下心牟钦毡谗言，杀死其叔父苏南党征和他的党与。使上下部众离心，唃厮啰疏族溪巴温等据地自立，自称王子。因他无力维系统治，于是失去宋朝支持。元符二年（1099年），边将王赡建议宋哲宗“速取青唐”，以抚慰邈川附汉诸酋为名，命总管王愍等进兵湟水流域。七月，宋朝攻取邈川（今青海省海东市乐都区）、青唐（今青海省西宁市）。八月，宗哥大首领舍钦脚归宋。大首领心牟钦毡、青归论征及契丹、夏国、回鹘三公主向王愍通款纳贡。因贵族反叛，瞎征为心牟钦毡所逐，逃到青唐新城，和妻子入城西佛舍削发为僧尼。之后携妻子及亲信数十人到宗哥城（今青海省海东市平安区）投降宋朝。宋朝让他去邈川，之后又到熙州。次年，同河湟诸首领到开封府朝觐，封怀远军节度使。回湟州招抚，被小陇拶所迫，感觉不能自立，求内徙中原。宋徽宗建中靖国元年（1101年），迁居邓州，次年去世。
| 前任： 父阿里骨 | 唃厮啰國赞普 1097年－1099年9月10日 | 繼任： 陇拶 |